# Harald Beyer
Harald Beyer (ur. 15 listopada 1891 w Oslo, zm. 26 lipca 1960 w Bergen) – norweski historyk literatury.

## Życiorys
Urodził się w rodzinie księgarza. W 1910 ukończył szkołę katedralną w Bergen, a w 1917 studia lingwistyczno-historyczne. Stał się znawcą literatury nordyckiej. Przez 34 lata pracował jako nauczyciel w szkole ponadgimnazjalnej, początkowo w Haugesund, później w Bergen, 1930-1931 przez rok wykładał język norweski na Uniwersytecie w Hamburgu. Podczas II wojny światowej opowiadał się za bezkompromisową walką z niemieckim okupantem i działał w ruchu oporu, za co w 1943 na krótko został uwięziony. W 1951 został profesorem literatury europejskiej na uniwersytecie w Bergen, zajmując się przede wszystkim literaturą norweską i niemiecką. Napisał ok. 1600 artykułów i innych publikacji, w tym cenione rozprawy krytycznoliterackie, m.in. Norsk litteraturhistorie til orientering og selvstudium (Historia literatury norweskiej o charakterze ogólnokształcącym i samokształceniowym, 1933), Nietzsche og Norden (Nietzsche i Skandynawia t. 1-2, 1958-1959) i monografie pisarzy, m.in. Søren Kierkegaard og Norge (Søren Kierkegaard i Norwegia, 1924). W swoich pracach skupiał się na komparatyzmie. Był autorem podręczników i wydawcą tekstów literackich. Od 1946 był członkiem Norweskiej Akademii Nauk.